# جانفرانکو کونتری
جانفرانکو کونتری (ایتالیایی: Gianfranco Contri؛ زادهٔ ۲۷ آوریل ۱۹۷۰) دوچرخه‌سوار اهل ایتالیا است.
وی در مسابقات کشوری و بین‌المللی در مجموع برندهٔ ۱ مدال نقره شده‌است.